# Alia Marcellini
Alia Marcellini (11 de julio de 1991) es una deportista italiana que compite en ciclismo de montaña en la disciplina de descenso. Ganó una medalla de plata en el Campeonato Europeo de Ciclismo de Montaña de 2017.

## Palmarés internacional
| Campeonato Europeo | Campeonato Europeo | Campeonato Europeo | Campeonato Europeo |
| Año                | Lugar              | Medalla            | Competición        |
| ------------------ | ------------------ | ------------------ | ------------------ |
| 2017               | Sestola (Italia)   | Medalla de plata   | Descenso           |